# 蜷川元親
蜷川 元親（にながわ もとちか）は、安土桃山時代の武将。毛利氏の家臣。兄は毛利元秋に仕えた蜷川秋秀。

## 生涯
毛利輝元が幼年の頃からの毛利氏家臣である蜷川親貞（養拙斎）の次男として生まれる。
天正7年（1579年）5月23日、父が有していた周防国山口の広沢寺を譲られる。天正10年（1582年）12月29日に輝元の加冠を受けて元服し、「元」の偏諱を受けて「元親」と名乗った。
文禄元年（1592年）から始まる文禄の役では輝元に従って朝鮮へ渡海した。出陣に際して元親は、輝元から紋付きの鞍置き馬を与えられた。文禄2年（1593年）3月には安国寺恵瓊に対して人数書立を提出しているが、同年に朝鮮で戦死した。元親に与えられていた336石余の地と家督は、子の元勝が幼少ながら相続した。